# ضربه (فیلم ۲۰۱۳)
«ضربه» (انگلیسی: Waar) فیلمی پاکستانی در سبک اکشن و درام است که در سال ۲۰۱۳ منتشر شد. از بازیگران این فیلم می‌توان به شان شاهید اشاره نمود.